# (21989) Werntz
(21989) Werntz (1999 XU20) – planetoida z grupy pasa głównego asteroid okrążająca Słońce w ciągu 5,5 lat w średniej odległości 3,11 j.a. Odkryta 5 grudnia 1999 roku.